# Краљ бивши и будући
Краљ бивши и будући (енгл. The Once and Future King) је колекција фантастичних романа британског писца Т. Х. Вајта о легендарном краљу Артуру. Лабаво је заснована на делу Смрт Артурова Томаса Малорија из 1485. године. Објављена је 1958. године као колекција краћих романа који су излазили између 1938. и 1940, са неким додатним или измењеним материјалом.
Књигу је у Србији објавила издавачка кућа Чаробна књига 2023. године, у преводу Горана Скробоње.

## Резиме
Највећи део књиге одвија се у Гремарију, имену које је Вајт дао Британији, и прати младост и образовање краља Артура, његову владавину, као и романсу између сер Ланселота и краљице Гиневре. Претпоставља се да је Артур живео у 5. и 6. веку, али радња књиге је смештена око 14. века. Артур је приказан као Англонорман, а не као Британац; Вајт назива стварне монархе тог периода „митским”. Књига се завршава непосредно пре Артурове последње битке против његовог ванбрачног сина Мордреда. Вајт је признао да је изворни материјал његове књиге лабаво изведен из Смрти Артурове, иако реинтерпретира догађаје те приче из перспективе света који се опоравља од Другог светског рата.
Књига је подељена на четири дела:
- Мач у камену (1938)
- Краљица ваздуха и таме (1939)
- Витез лошег кова (1940)
- Свећа на ветру (1958)

Последњи део под називом Књига о Мерлину (написан 1941, а издат 1977. године) објављен је одвојено након Вајтове смрти. У њему се бележе последње лекције које Мерлин даје Артуру пре његове смрти, иако су неки делови укључени у последња издања претходних књига, углавном у Мач у камену, пошто је Вајт сматрао да комплетирано издање Краља бившег и будућег неће укључити његов завршни том. Књига о Мерлину је била прва књига која је садржала авантуре са мравима и гускама. Међутим, и даље има самосталну вредност као једини текст у којем се све Артурове животиње сусрећу, а последњи делови његовог живота су откривени.

## Радња
Прича почиње у последњим годинама владавине краља Утера Пендрагона. Први део, Мач у камену, описује Артурово одрастање код његовог хранитеља сер Ектора, ривалство и пријатељство са Екторовим сином Кејом, и почетну обуку од стране Мерлина, чаробњака који живи уназад кроз време. Мерлин, знајући дечакову судбину, подучава Артура (познатог као „Квржица”) шта значи бити добар краљ претварајући га у разне врсте животиња: рибу, сокола, мрава, гуску и јазавца. Свака од трансформација треба да научи Квржицу лекцију, која ће га припремити за будући живот.
Мерлин говори Артуру да је једини оправдани разлог за рат спречавање другог да га започне и да савремене људске владе и моћни људи представљају пример најгорих аспеката владавине јачег.
Вајт је 1958. године у великој мери ревидирао оригинални Мач у камену за четвороделну књигу. Избацио је чаробњачки двобој између Мерлина и мадам Мим, авантуру са змијом T. natrix и епизоду са џином Галапагасом. Двобој је замењен авантуром са мравима. У Крвжициној пустоловини са Мерлиновом совом, Архимедом, дечак Артур постаје дивља гуска уместо да посети богињу Атину. У авантури са Робином Худом у оригиналној књизи, одметници воде дечаке да нападну Антропофаге (канибале), а Квржица убија Сциопода. У верзији из 1958. дечаци предводе напад на замак Чериот Моргане ле Феј и Кеј убија грифона. Ревидирана издања одражавају Вајтову преокупацију политичким питањима у Краљу бившем и будућем, и уопштено чине први део више по укусу одраслих.
У другом делу, Краљица ваздуха и таме, Вајт поставља сцену за Артурову смрт тако што представља клан Оркни и описује Артурово завођење од стране њихове мајке, његове полусестре краљице Моргоз. Док млади краљ гуши почетне побуне, Мерлин га наводи да замисли средство за искориштавање потенцијално деструктивне моћи за добро: витешки ред Округлог стола.
Трећи део, Витез лошег кова, помера фокус са краља Артура на причу о забрањеној љубави сер Ланселота и краљице Гиневре, начине које њих двоје користе да сакрију своју аферу од краља (иако је он за њу већ сазнао од Мерлина), и њен утицај на Илејн, Ланселотову некадашњу љубавницу и мајку његовог сина Галахада.
Свећа на ветру обједињује ове наративне нити говорећи како Мордренова мржња према његовом оцу и мржња сер Агравејна према Ланселоту узрокују коначан пад Артура, Гиневре, Ланселота и читавог идеала краљевства Камелота.
Књига почиње као прилично безбрижан приказ пустоловина младог Артура и бесконачне потраге краља Пелинора за Чудовишном звери. Делови Мача у камену читају се скоро као пародија на легенду о Артуру захваљујући Вајтовом прозном стилу, који се у великој мери ослања на анахронизме. Међутим, прича постепено мења тон: Витез лошег кова постаје медитативнији, а Свећа на ветру налази Артура како размишља о смрти и сопственом наслеђу.

## Карактеризација ликова
Вајт реинтерпретира традиционалне артуровске ликове, често им дајући мотивације или особине сложеније или чак контрадикторне онима у ранијим верзијама легенде. На пример:
- Артур израста из погрешивог, али радозналог и ентузијастичног младића („Квржица”) у индивидуализованог и психолошки сложеног човека.[4]
- Ланселот више није згодан витез типичан за романсе, већ је уместо тога приказан као најружнији од Артурових витезова. Такође је интензивно интроспективан и опсесивно несигуран, особине које га доводе до напада самопрезира. Он настоји да превазиђе своје мане тако што ће постати Артуров највећи витез.
- Мерлин живи кроз време уназад, што га чини неспретним, али мудрим старцем који постаје све млађи. Он прави многе анахроне алузије на будуће догађаје, укључујући референце на Други светски рат, телеграфе, тенкове и „једног Аустријанца који је увалио свет у крвави хаос” (тј. Адолфа Хитлера).[5]
- Многи витезови не воле сер Галахада, јер је превише „савршен” — до те мере да је нељудски.
- Сер Борс (којег Вајт описује као „Сер Борса Женомрсца”) је приказан као толико одан својим верским убеђењима да је спреман да нанесе штету другима и свету око себе уместо да ризикује да жртвује своју чистоту. Његова света доброта је у супротности са светском добротом сер Ланселота, при чему многи ликови фаворизују Ланселота.

## Пријем
Флојд Гејл је похвалио Мач у камену као „сјајно комичан и потпуно диван”, наводећи да је „у потпуној супротности са растућом трагедијом” остала три тома серије. Историчар фантастике Лин Картер назвао га је „најбољим романом фантастике написаним у наше време, или кад смо већ код тога, икада написаним”. Констанс Грејди из Vox-а је такође похвалила роман, наводећи: „Вајт је писао за публику из периода после Другог светског рата, али његова књига има снагу и јасноћу због чега је данас обавезно и важно штиво.”